# Fyresdal
Fyresdal (prima del 1879 chiamato Moland) è un comune norvegese della contea di Telemark.

## Storia

### Simboli
Lo stemma cittadino risale a tempi recenti: è stato approvato con delibera del consiglio comunale del 9 ottobre 1991 e concesso con decreto reale del 24 aprile 1992.
Le due asce stanno a rappresentare l'industria del legname, principale fonte di ricchezza della città.